# لیو وانتینگ
 لیو وانتینگ (چینی: 刘婉婷؛ زادهٔ ۱۶ فوریهٔ ۱۹۸۹) یک تنیس‌باز اهل جمهوری خلق چین است. 